# ريوسوكي كيكوتشي
ريوسوكي كيكوتشي (باليابانية: 菊池涼介؛ بالكانا: きくち りょうすけ) هو لاعب كرة قاعدة ياباني، ولد في 11 مارس 1990 في هيغاشي ياماتو في اليابان.

## وصلات خارجية
- ريوسوكي كيكوتشي على موقع دوري كرة القاعدة الرئيسي (الإنجليزية)
- ريوسوكي كيكوتشي على موقع الدوري الياباني لكرة القاعدة (الإنجليزية)
- ريوسوكي كيكوتشي على موقعبيزبول رفرنس.كوم (الدوري الثانوي) (الإنجليزية)
- ريوسوكي كيكوتشي على موقع أوليمبيديا (الإنجليزية)